# 索尔特河 (肯塔基州)
索尔特河（英語：Salt River，另译盐河）是一条位于美国肯塔基州的河流，长约150-英里（240-），流域面积2,920平方英里（7,600平方），在俄亥俄州西点附近汇入俄亥俄河。

## 流向及流域
索爾特河發源於博伊爾縣丹維爾以西。河流會往北方流動約80公里（50英里），先後流經哈洛茲柏格及邦德維爾。當到達勞倫斯堡南部、鄰近127號美國國道的位置時，河流便會改往西方流動，並在流經安德森市及格林斯伯勒後進入泰勒斯維爾湖水壩。離開水壩後，河流會繼續往西方流動，途經泰勒斯維爾及謝潑茲維爾等地，又會與布拉希爾溪（Brashears Creek）及佛洛伊德溪（Floyds Fork）等多條溪流匯合。最終，河流會在哈丁縣西點附近流進俄亥俄河。
索爾特河的流域面積為約7,600平方公里（2,920平方英里），覆蓋博伊爾縣、馬里昂縣、默瑟縣、斯潘塞縣、布利特縣、哈丁縣及傑佛遜縣等19個縣。

## 生態
歷史上，索爾特河曾養活超過50種原生淡水貽貝，但由於水質退化、修築水壩、渠道化等因素，現時只有約20種原生淡水貽貝在流域內生活。另外，流域內亦有數種動植物被聯邦政府列為稀有／瀕危物種，包括印第安納蝙蝠、灰蝙蝠、白頭海鵰及水牛三葉草等。

## 歷史
1779年，商人亨利·克里斯特在鄰近布利特縣的位置設立製鹽工廠，而河流亦因而得名。1808年，當地居民在河上建立了一個水力發電裝置，利用水流向附近的鋼鐵廠提供電力。而在1837年及1873年，當地政府均有派遣工程人員針對河流進行勘測，以研究能否在河流加裝水閘及水壩，從而改善河流通航能力。
南北戰爭期間，聯邦軍將領威廉·特库姆塞·舍曼為防止邦聯軍隊從俄亥俄河及索爾特河進攻，便下令在西點郊外一處高聳的山丘修築堡壘。1861年，達菲爾德堡建成，但可惜在接著的一年堡壘並未如期派上用場，後被廢棄。
1983年，美國陸軍工兵部隊在泰勒斯維爾附近修築水壩，並形成泰勒斯維爾湖。

## 外部連結
- （英文）索爾特河流域 的存檔，存档日期2020-03-18.